# チェスプレーヤーの一覧
チェスプレーヤーの一覧（チェスプレーヤーのいちらん）は、チェスプレーヤーを国籍に関係なく英語表記でのファミリーネーム（名字）のアルファベット順に並べた一覧である。またプロブレミスト、元プレーヤーの団体役員等も含む。ただし特筆性を満たさないプレーヤーはこの一覧に含まない。国籍別の一覧は国別のチェスプレーヤーのカテゴリを参照。

## A
- 青嶋未来
- マイケル・アダムス
- シメン・アグデスタイン
- ゲオルギー・アグザモフ
- ジャンサヤ・アブドゥマリク
- ナナ・アレクサンドリア
- コーネル・ヒュー・オドネル・アレグザンダー
- アレクサンドル・アレヒン
- ヨハン・アルガイエル
- ヴィスワナータン・アーナンド
- アドルフ・アンデルセン
- 有田謙二
- レヴォン・アロニアン

## B
- ミハイル・ボトヴィニク
- ミルコ・ボボツォフ
- ルイ・ド・ラ・ブルドンネ
- カール2世 (ブラウンシュヴァイク公) (Braunschweig)
- ヘンリー・バックル
- ロバート・バーン
- ヴィクトル・ボロガン（ルーマニア語版、英語版） (Bologan)

## C
- ホセ・ラウル・カパブランカ
- マグヌス・カールセン

## D
- アレクサンドル・デシャペル
- マルセル・デュシャン

## E
- アルパド・イロ - イロレーティングの開発者
- マックス・エーワ

## F
- ミロスラヴ・フィリップ
- アリレザ・フィルージャ
- ボビー・フィッシャー

## G
- 権田源太郎
- ジョージ・ゴシップ
- ジョアッキーノ・グレコ
- アレクサンドル・グリシチューク

## H
- 羽生善治
- エディ・ハンドコ
- デミス・ハサビス - AlphaGoの開発者
- 東公平
- ロベルト・ヒュプナー

## I
- キルサン・イリュムジーノフ - FIDE会長 (1995-2018)

## K
- ガタ・カムスキー
- ルスタム・カシムジャノフ
- セルゲイ・カヤキン
- アナトリー・カルポフ
- ガルリ・カスパロフ
- パウリ・ケレス
- アレクサンドル・カリフマン
- 小島慎也
- ヴィクトール・コルチノイ
- アレクサンドラ・コステニューク
- ズデンコ・コジュル
- ウラジーミル・クラムニク
- ボヤン・クライツァ
- ハンナ・マリー・クレック

## L
- ベント・ラーセン
- エドワード・ラスカー
- エマーヌエール・ラスカー
- 雷挺婕（Lei Tingjie）
- アンドール・リリエンタール
- リュボミィル・リュボエビッチ
- サム・ロイド
- ジョエル・ロチェ
- ルイ・ロペス・デ・セグラ

## M
- パメラ・マングローラル
- フランク・マーシャル
- 宮坂幸雄
- アレクサンドル・モロズ
- 森内俊之
- ポール・モーフィー
- H・J・R・マレー - A History of Chess (1913) を執筆

## N
- ヒカル・ナカムラ
- ガイオズ・ニガリジェ
- アロン・ニムゾヴィッチ

## O
- 小野五平
- 大山康晴

## P
- ダヴォール・パロ
- ブルーノ・パルマ
- チグラン・ペトロシアン
- フランソワ＝アンドレ・ダニカン・フィリドール
- ルスラン・ポノマリョフ
- ジュリオ・ポレリオ
- ユディット・ポルガー

## R
- サミュエル・ハーマン・レシェフスキー
- エロス・リッチョ
- エクトル・ロセット
- ケネス・ロゴフ

## S
- シュフラト・サフィン
- 坂口允彦
- ローター・シュミット
- アルミラ・スクリプチェンコ
- ワシリー・スミスロフ
- ボリス・スパスキー
- ヴィルヘルム・シュタイニッツ
- サボー・ラースロー

## T
- ミハイル・タリ
- ジークベルト・タラッシュ
- ベセリン・トパロフ
- ウラジーミル・トゥクマコフ

## U
- 上杉晋作 - 国内最年少FIDE Master・全日本チャンピオン最年少記録保持者

## W
- ジョシュ・ウェイツキン
- 若島正
- 渡井美代子
- 渡辺暁
- 韋奕 (Wei Yi)

## X
- 許昱華 (Xu Yuhua)

## Z
- アンナ・ザトンスキー
- 諸宸 (Zhu Chen)